# アメリカ合衆国の特許制度
本項目アメリカ合衆国の特許制度（アメリカがっしゅうこくのとっきょせいど、United_States_patent_law）では、アメリカ合衆国における特許の制度について説明する。
アメリカ合衆国の法制度において、特許制度は、主に特許法（35 U.S.C.:Title 35 of the United States Code）で定められている。
なお、本項目において、特許法の条文は、法律名を省略して記載する。

## 概要

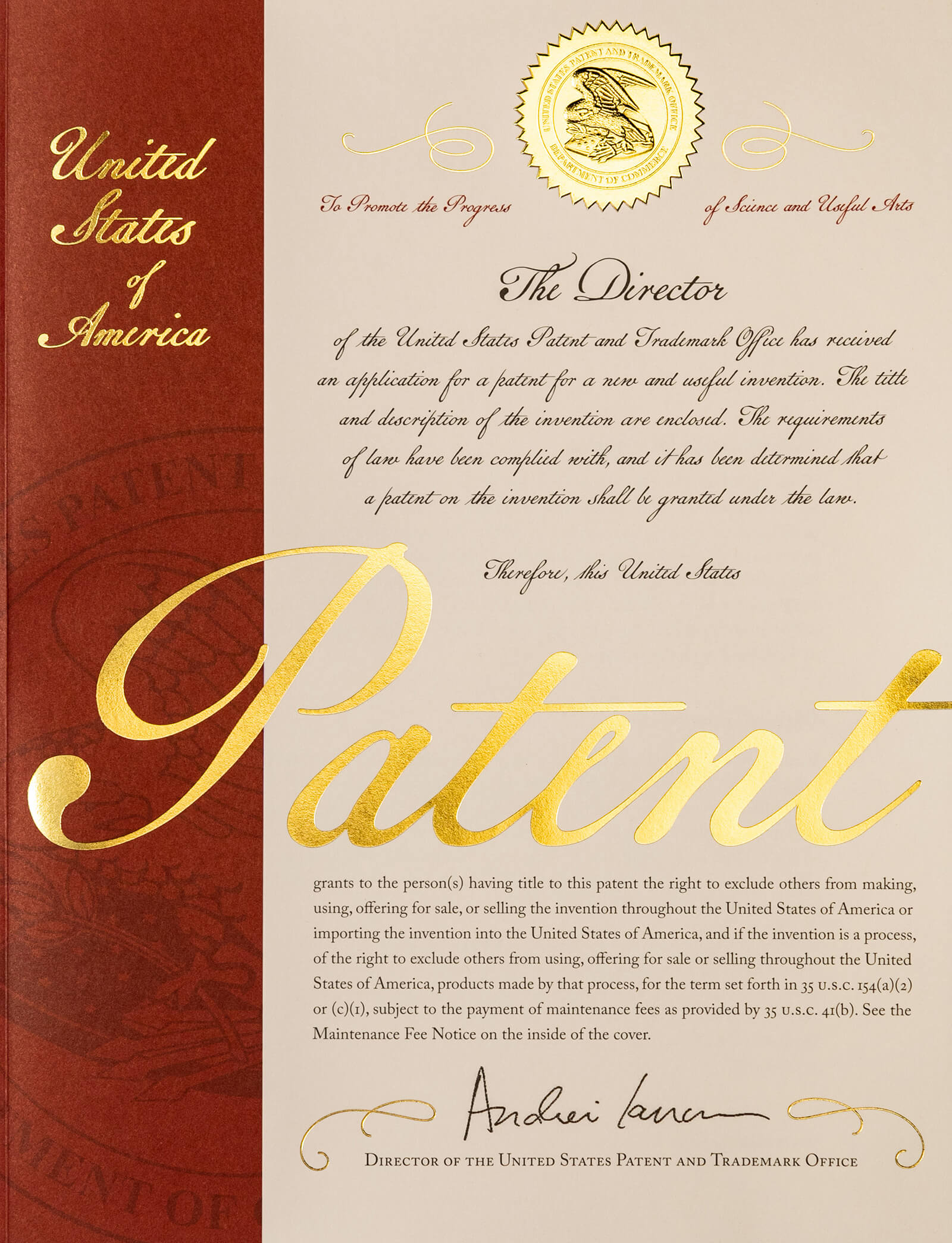
アメリカ合衆国の特許証

アメリカ合衆国憲法では発明者に発明への独占権を与えることが明記されている。具体的には、第１条第８節第８項に規定の知的財産条項（Intellectual Property Clause）において、連邦議会が「著作者および発明者に対し、一定期間その著作および発明に関する独占的権利を保障することにより、学術および有益な技芸の進歩を促進する権限」を有するとされている。この憲法の知的財産条項は、知的財産権を機関ではなく発明者などの個人にのみ原始的に与えられることを規定すると解釈されている（Stanford University v. Roche Molecular Systems, Inc.）。
アメリカの特許制度に特徴的な制度として、先発明先願主義が挙げられる。これは、最初の出願者にかかわらず最初の発明者に特許権を与える先発明主義から転換された先願主義であるものの、発明者に新規性を喪失しない期間（グレースピリオド）が与えられる点で、欧州や日本などの諸地域における先願主義と異なっている。
先発明主義と並ぶ特徴的な制度として、情報開示義務制度が挙げられる。この制度では、特許性に影響を与える先行技術を示した書面であるIDS（Information Disclosure Statement）を出願時から特許が発行されるまで開示するという義務を出願人は負うこととなる。
アメリカでは、特許のカテゴリーとして、通常の特許（utility patent）のほか、植物特許（plant patent）と意匠特許（design patent）を有するが、実用新案権制度は設けられていない。
特許の有効性および特許権侵害の問題は、連邦政府の専権業務であり、アメリカ特許商標庁（USTPO：United States Patent and Trademark Office）の所管である。一方で、特許の所有権の問題は、他の私有財産に関する問題のように、州裁判所や連邦裁判所で判断される（最高裁判決：Stanford University v. Roche Molecular Systems, Inc.）。

## 沿革
1788年 - アメリカ合衆国憲法が発効。第1項第8節第8項において、特許の保護が記載される。この条項は、イギリスの法制度に由来するが、さらにフランスの百科全書の影響を受けたという説がある。

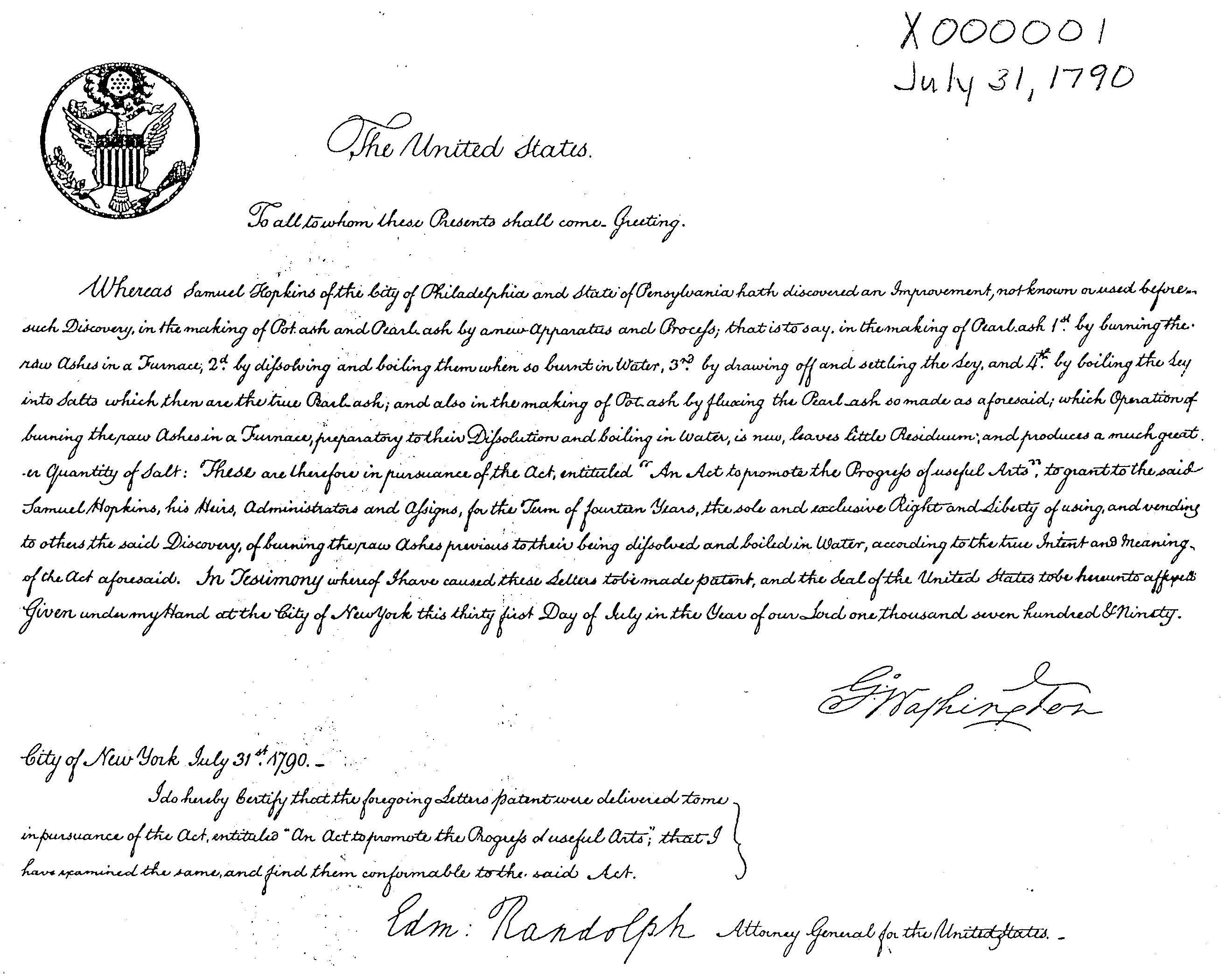
アメリカ合衆国最初の特許（1790年）

1790年 - 1790年特許法（Patent Act of 1790）成立。同法では、国務長官、陸軍長官および司法長官から構成される特許合議体（Patent Board）が特許が「十分に有用かつ重要」（sufficiently useful and important）であるかを審査する権限を有すると定められていた。
1793年 - 1793年特許法（Patent Act of 1793）成立。同法では、閣僚への過大な負担を強いる審査制度が廃止された。この法ではクレーム（特許請求の範囲）への要件はなかったものの、明細書において発明が「既知のすべての他のものと区別可能なもの」（distinguish the same from all other things before known）であることが義務付けられ、実施可能要件が重視されるようになった。
1836年 - 1836年特許法（Patent Act of 1836）成立。同法により、特許商標庁の前身である特許庁（Patent Office）が設立。第三の特許法では、審査制度が再導入され、特許請求の範囲の使用が推奨されるようになった。 
1851年 - Hotchkiss v. Greenwood事件最高裁判決。非自明性について判断基準が提示される。
1852年 - Le Roy v. Tatham事件最高裁判決。特許性について判断基準が提示される。
1853年 - O’Reilly v. Morse事件最高裁判決。開示の十分性についての特許要件について判断基準が提示される。
1854年 - Winans v. Denmead事件最高裁判決。講学上最初となる均等論による侵害判断が行われた。
1870年 - 1870年特許法（Patent Act of 1870）成立。本法では、クレーム（特許請求の範囲）の使用が義務付けられるようになり、またベストモード（最良の実施形態）要件が設けられた。
1890年 - シャーマン法成立。本法で、特許独占の濫用を制限する救済措置が定められた。また、最高裁判所によって、特許性の低い特許権の効力を制限するために、いわゆる「天才の閃き」（flash of genius）による非自明性の可否と主題適格性が判例で整理されていった。
1952年 - 1952年特許法（Patent Act of 1952、合衆国法典第35巻）成立。同法で以前の判例で示された非自明性要件が明文化された。
1980年 - 査定系再審査制度導入。本制度で特許権者または第三者の請求で特許商標庁（USPTO）が特許の有効性を再審査することができるようになった。しかし、先行技術に基づく特許性の喪失によってしか再審査請求をすることができず、請求人が再審査に関与することができなかったのであまり利用されることはなかった。
1982年 - アメリカ合衆国連邦巡回控訴裁判所（CAFC：Court of Appeals for the Federal Circuit）設立。 CAFCはUSPTOと連邦地方裁判所の特許に関するすべての争いの控訴審とされた。
1984年 - ハッチ・ワックスマン法（Drug Price Competition and Patent Term Restoration Act）成立。これにより後発医薬品メーカーが医薬品特許の有効性への異議申立てが促進されるようになった.

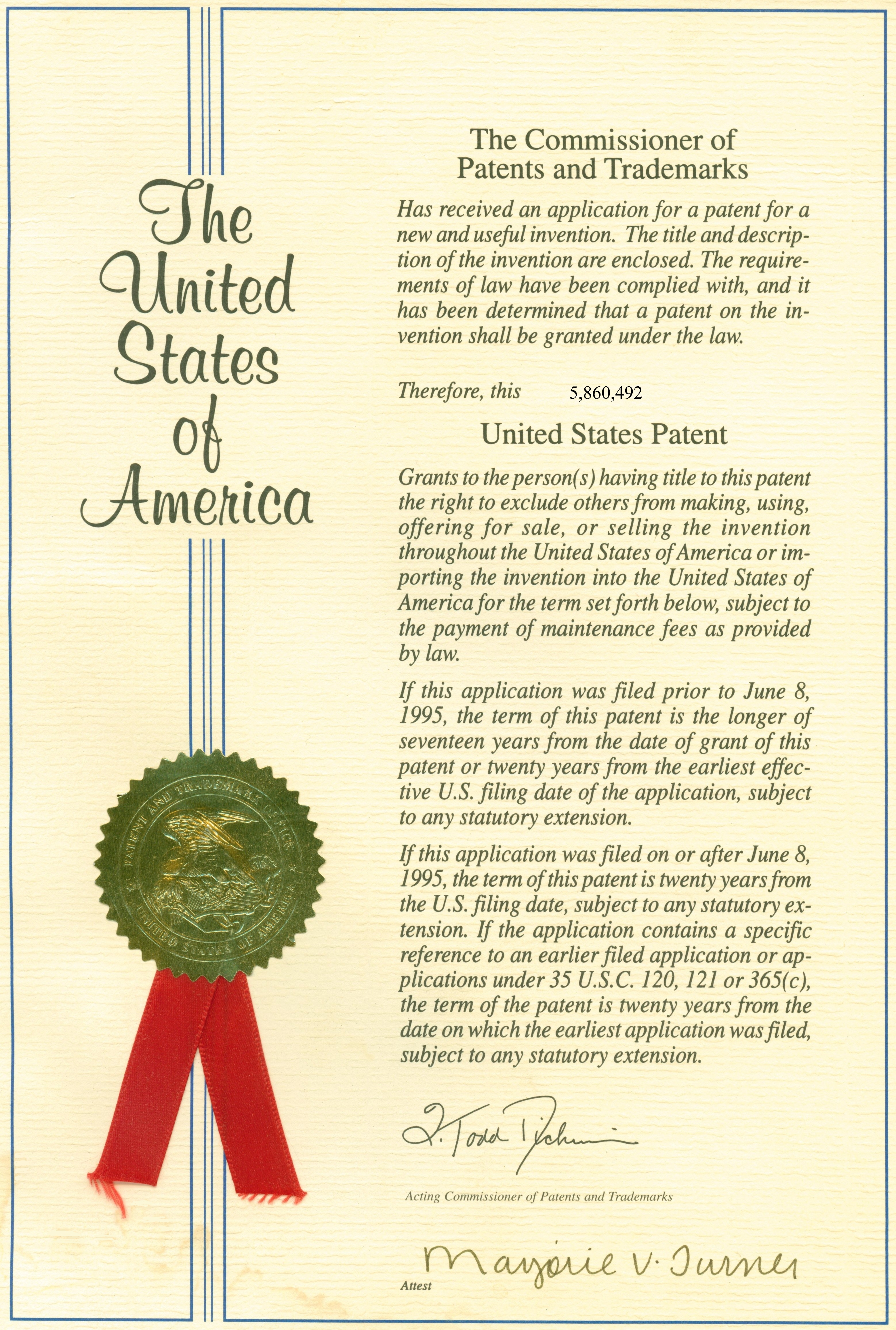
かつて発行されていた特許証(1985年-2018年)

1999年 - 当事者系再審査制度（inter partes reexamination）導入。この制度では、第三者が異議を申立てることで、特許商標庁が特許の有効性を審査することを可能にしたが、請求人に禁反言が課せられるリスクが高く、上述の再審査制度と同様あまり利用されることはなかった。
2006年 - eBay v. MercExchange事件最高裁判決。特許侵害が疑われる事件において、連邦巡回区控訴裁判所の判断で差止請求を認めるという実務が廃止され、他の民事法で先例となっている４要素テスト（後述）が義務付けられるようになった。
2006年 - 「特許制度調和に関する先進国会合」開催。アメリカは、日本、欧州諸国など41カ国と共に先願主義方式を採用することに同意した。
2007年 - KSR v Teleflex最高裁判決。この判決で、教示-示唆-動機付け（TSMテスト）などによる従来の非自明性判断手法が修正された。
2008年 - Quanta v. LG Electronics事件最高裁判決。 消尽論の確立と強化がされた。
2011年 - リーヒ・スミス米国発明法（Leahy-Smith America Invents Act (AIA)）成立。これにより、 先発明主義から先願主義に転換した。
2012年 - Mayo v. Prometheus事件最高裁判決。新発見の自然現象に基づく発明の特許性は、通常の応用ではなく「発明性」（inventive concept）を有するものに制限されると判断された。
2013年 - Association for Molecular Pathology v. Myriad Genetics, Inc.事件最高裁判決。Mayo v. Prometheus事件と同様、新発見の自然現象に基づく発明の特許性の特許要件について判断された。
2014年 - Alice Corp. v. CLS Bank International事件最高裁判決。この判決では、ビジネスモデル特許やソフトウェア特許などの抽象的なアイデア特許の特許性は制限されるものの、完全に否定されないと判断された。 
2014年 - Octane Fitness, LLC v. ICON Health & Fitness, Inc.事件最高裁判決。この判決では、パテント・トロール対策の一環として、「軽率な」特許権行使に対しては弁護士費用を相手方に請求できると判断された。

## 特許要件
特許保護の対象となる発明は、新規、有用かつ非自明である、方法、機械、生産物または組成物とされている。この発明の特許性については詳細には第100条から第105条で規定される。最も重要な規定として、以下が挙げられる。
- 第101条：特許可能な保護対象（subject matter）
- 第102条：新規性（novelty）
- 第103条：非自明性（non-obvious）

単一性違反に関しては、拒絶理由通知ではなく、限定要求（Restriction Requirement）や選択要求（election requirement）という制度で代替され、後述する分割出願等の対応をするよう求められる。

### 特許可能な保護対象 (101条)
特許を受けられる発明は、製法、機械、生産品もしくは組成物またはそれらの改良であって、例えば、電磁波そのものやゲームをするためのルールは特許を受けることができないとされている。
1952年特許法草稿の起案者の一人であるP. J. Federicoは、特許可能な主題は 「白日下で人が作ったあらゆるもの（anything under the sun that is made by man）」を包含すると述べており、かつて特許商標庁（USPTO）と裁判所は、「あらゆるもの」と 「人によって作られた」の意義を広く解釈していたものの、その後の判例によって狭められてきた。
また、「プロセス」（方法）の特許性は、時代とともに変遷している。例えば、1990年代から2014年頃にかけて、米国では（他国とは対照的に）ビジネスの方法は特許化されることが普通であったが、2014年の最高裁判決（Alice Corp. v. CLS Bank International）において裁判所によってビジネスの方法が特許される可能性が大きく狭められた。2016年には特許査定率が6.2%まで低下したものの、2019年に特許適格性ガイダンス（PEG: Patent Eligibility Guidance）が改正されたことで、査定率が上昇し、2022年には34.2%までに回復している。

### 二重特許
二重特許は、異なる２以上の出願で、クレームの主題が同一または自明であることをいう。二重特許を認めると、実質的な特許期間の延長が可能となるので、拒絶理由となっている。二重特許は、101条に記載の「単一の特許」の要件を根拠とする法定二重特許（statutory double patenting）と、判例により形成された非法定二重特許（non-statutory double patenting）に分類される。法定二重特許は、クレームの文言が同一である場合に通知される。非法定二重特許は、主に一方の出願に係るクレームが他方の出願に係るクレームに対して自明である場合に通知される。この自明性の判断は後述する103条の自明性判断と同じ手法で行われる。このような理由による非法定二重特許は、自明型二重特許（Obviousness type double patenting）と呼ばれる。非法定二重特許では、法定二重特許と異なり、特許期間の一部を放棄する放棄書（Terminal Disclaimer）の提出によって二重特許を解消できる。

### 新規性(102条)
102条は「新規性」要件について定めている。新規性はすでに公衆に利用可能となっている技術が特許になることを阻止している。 具体的には102条において下記定められている。
(a) NOVELTY; PRIOR ART.—A person shall be entitled to a patent unless—
(1) the claimed invention was patented, described in a printed publication, or in public use, on sale, or otherwise available to the public before the effective filing date of the claimed invention ... 
(a) 新規性；先行技術 
何人も特許を受けることができるものとするが、次の事情があるときは、この限りでない。 
(1) クレームされた発明が、当該のクレームされた発明に係る有効出願日前に、特許されていた、印刷刊行物に記述されていた、又は、公然使用、販売その他の形で公衆の利用に供されていたこと
新規性は、クレームに係る発明が先行技術に基づいて予測可能（anticipated）である場合に否定される（Verdegaal Bros. v. Union Oil Co. of California(Fed. Cir. 1987)など）。ここで、出願に係る技術が予測可能であるには、クレームに係る発明のあらゆる要素が先行技術文献によって明示的または黙示的に開示されているものでなければならない。

### 先発明先願主義
他の国が先願主義（同じ内容の複数の出願があった場合、先に出願した方が特許される）を採用しているのに対し、アメリカ合衆国は、世界で唯一先発明主義（first-to-invent system、先に発明した方が特許される）を採用してきた経緯がある。先発明主義だと、一方で、時間のかかる出願手続きよりも論文発表を優先できるので、先発明主義の国の研究者は先願主義の研究者よりはやく論文発表が可能になり、有利である。しかし、他方で、二つ以上の出願が競合した場合、誰が最初にその発明をしたのかを決定するインターフェアレンス（interference）手続を経なければならず、莫大な費用・時間の負担を強いられてきた。また、自社特許製品が販路を拡大した段階で競合する他方の特許権（サブマリン特許）を行使された際、その請求額が莫大なものとなり、またその他方の特許権を行使を回避（設計変更など）も困難であり、こうした予見不可能なリスクが問題となっていた。
2011年、リーヒ・スミス米国発明法によってこの先発明主義は転換され、発明者によらず先に出願した方が特許を取得できる先願主義が取り入れられた。これに伴い、インターフェアレンス制度は冒認手続（derivation process）に置き換えられた。この制度は、発明者が発明を公表してから1年以内に出願をした場合、自らの公表や、その間に第三者が行った開示は先行技術にならないという点（グレースピリオド）で、他国の特許制度で採用される先願制度と差異がある。

### 自明性(103条)
特許されるには技術が「新しい」だけではなく「非自明」であることを要する。この非自明に関するアメリカの要件は他の国・地域の特許制度における進歩性に相当する。もし出願日において、出願に係る技術が「通常の技倆」（ordinary skill）を有する者にとって自明であると思われる場合、出願に係る発明が自明、すなわち特許することができないこととなる。 非自明性要件は1952年の特許法で法的に定められた。具体的には103条において下記定められている。
35 U.S.C. 103 Conditions for patentability; non-obvious subject matter.
A patent for a claimed invention may not be obtained, notwithstanding that the claimed invention is not identically disclosed as set forth in section 102, if the differences between the claimed invention and the prior art are such that the claimed invention as a whole would have been obvious before the effective filing date of the claimed invention to a person having ordinary skill in the art to which the claimed invention pertains.
第103条 特許要件；自明でない主題 

クレームされた発明についての特許は、クレームされた発明が第102条に規定されているのと同じ方法で開示されていない場合であっても、クレームされた発明と先行技術との間の差異が、クレームされた発明が全体として、クレームされた発明の有効出願日前に、クレームされた発明に係る技術において通常の技倆を有する者にとって自明であると思われる場合には、取得することができない。
非自明性要件では、先行技術がクレームされた発明と一致していることを要しない。クレームされた技術が教示されているとするには、先行技術を何らかの手段で変更し（または組み合わせ）て当該技術を実現できれば十分である。先行技術（あるいは複数の先行技術文献の組み合わせ）の変更が、技術分野において通常の技量を有する者（a person having ordinary skill in the art: PHOSITA) にとって出願日において自明であれば、出願に係る技術は自明であり、103条に基づき特許することができないと判断される。
特許商標庁（USPTO）および米国連邦裁判所の実務のうえで、このPHOSITAの基準はあまりにも曖昧であったため、最高裁判所の判例で実務上のアプローチが確立されていった。
非自明性の基本的な判断手法として、1966年のグラハム判決（Graham v. John Deere Co.）で提示されたグラハムテストが挙げられる（MPEP2141. II）。この手法では、以下の方法によって発明の非自明性を判断するというものである。グラハムテストでは、さらに、商業的成功などの二次的要素（Secondary Consideration）を考慮することができる。
1. 先行技術の開示範囲と内容を決定する。
2. 先行技術とクレームとの差異を確かめる。
3. その技術分野における当業者の水準を明らかにする。

グラハム判決以降、非自明性の根拠として教示-示唆-動機付けテスト（Teaching-Suggestion-Motivation test）が用いられてきた。これは、先行技術の組み合わせまたは変形によって、クレームの発明を生み出すことへの教示、示唆または動機があるとき、その発明は自明であると判断するというものである。この手法は、審査等で長年用いられてきたものの、2006年のKSR判決（KSR v Teleflex）で、TSMテストを厳格に適用すべきでないとの判断がされた。この判決は、グラハムテストに立ち返ることで、非自明性の判断をより柔軟にするものとして評価されている 。

## 出願手続き
アメリカの特許制度では、審査請求制度を採用しておらず、全ての特許出願が審査される。
出願においては、情報開示義務制度を有する。特許性に影響を与える先行技術を示した書面であるIDS（Information Disclosure Statement）をアメリカ特許商標庁に出願時から特許が発行されるまで、開示する義務を有する。この義務を怠った場合、権利行使が不能となる場合がある。
出願書類として、出願者が真正かつ最初の発明者であることを宣誓する宣誓書・宣言書（Declaration or Oath）又は、出願する権利の譲渡を証明する譲渡証（Assignment）がさらに必要である。特許出願人になれるのは発明者のみ原則のため、職務発明では、出願した権利又は特許権を譲受人（Assignee）に受け渡す旨の書類を提出するのが原則である。
明細書には、最良の実施形態（Best mode）を記載する必要がある。このベストモード要件が満たされるには、(1)発明者が出願時にクレームの発明を実現するためのベストモードを知っていたことと、（2)当業者が過度の実験を要することなくクレームの発明を実施できる程度に明細書で開示していることを要する。
要約（Abstract）の記載については、かつてクレーム解釈に用いることは禁止されていた（37 CFR 1.72）が、2000年に要約書を権利解釈に用いてもよいとするCAFC判決（Hill-Rom Company, Inc. v. Kinetic Concepts）を受けて2003年に当該規定が削除されたため、クレームの解釈に参酌されることが禁止されなくなった。

### 仮出願制度（111条(b)）
仮出願（en:provisional application）は、非仮出願（non-provisional application）の前にいち早く簡易な形式で出願することで出願日の確保を可能にする制度である。仮出願後1年以内に非仮出願を行う必要があり、また特許期間の起算日が非仮出願日となって実質的に特許期間を延長できる点で、仮出願制度は、日本などにおける国内優先権制度に相当する制度といえる。仮出願では、クレームやIDSを添付しなくてもよく、さらには英語以外の言語で出願をすることができるが、その後の非仮出願をしない場合、その仮出願は放棄される。
仮出願制度は、1994年特許法改正により特許期間の起算日を出願日起算に変更したことをきっかけに制定された。特許期間が出願日起算となることで、米国第一国出願がパリ条約に基づく優先権を用いた出願より特許期間が短くなり、特許期間の長さに内外で不衡平が生じることを防止するために、実質的に1年間特許期間を延長できる本制度が採用された。

### 継続審査請求（132条(b)）
継続審査請求（request for continued examination:RCE）は、同一出願で審査の継続を求める手続きである。これにより、最後の拒絶理由や拒絶すべき旨の意見通知（advisory action）により補正要件に制限がある状態（finality）を解除して、審査をやり直すことができる。継続審査請求を行うには、出願の審査が終了していることが必要である。特許査定後であっても、特許料の支払い前で、請願により査定を取り下げてもらえれば、継続審査請求をすることができる（37 CFR 1.114）。

### 継続的出願（120条・121条）
継続的出願（continuing application）は、先の出願の利益を主張する出願であり、日本の特許法の分割出願に相当するものである。継続的出願は、以下の手続きが含まれる。
- 継続出願（continuation application）
- 分割出願（divisional application）
- 一部継続出願（CIP:Continuing-In-Part Application）

継続出願は、親出願から新規事項を追加しないタイプの継続的出願である。継続出願は、さらに継続審査請求（RCE:Request for Continued Examination）に分けられる。前者は最後の拒絶理由や許可通知後の補正制限を解除するために行うもので、時期が制限されている一方、後者は親出願が庁に係属していればいつでもすることができる。
分割出願は、限定要求や選択要求への対応で用いられる継続的出願である。この分割出願では、法定二重特許（statutory double patenting） や非法定二重特許（non-statutory double patenting）といった二重特許を理由として拒絶されない。
一部継続出願は、新規事項の追加が認められる継続的出願である。これは、親出願継続中であればすることができ、日本の特許法における国内優先権制度よりも時期的に有利である。ただし、追加した新規事項については親出願の利益を得ることはできず、一部継続出願をした日が出願日として判断される。

### 出願公開制度（122条）
最初の出願（優先日）から18月経過した出願は公開される。この時期は追加料金を支払うことで延長できる場合がある。 なお、出願がアメリカのみでされている場合には、非公開とする（オプトアウトする）ことができる。また、仮出願や意匠特許出願は出願の公開はされず、国防上の理由で出願が公開されない場合もある（いわゆる秘密特許）。
出願公開制度は2011年に設けられた制度であり、それ以前は特許付与前の出願が公開されることがなかった。そのため、特許の成立を故意に遅らせ、特許技術が商業的に用いられたタイミングを見計らって特許を成立せしめて、巨額の損害賠償を請求する事件が相次いだ。これらの特許は、サブマリン特許と呼ばれ社会問題となったが、出願公開制度を創設して以降、現在の新規な出願については起こりえない。しかし、米国出願以外の外国出願がない出願については依然非公開とすることができるため、一部の米国内出願については出願から最大20年の範囲で同様の問題が起こりうる。また、法改正前に出願された特許については旧法が適用されるため、旧法での特許有効期限である2028年ごろまではこの問題が起きる可能性がまだ残されている。

## 特許権の侵害と行使
諸地域での特許制度と同様に、アメリカにおいても、特許は特許権者の合意なく他人が特許技術から利益を得ることを排除できる権利と定められている。具体的には、特許技術にかかるものの生産、使用、販売の申出、輸入する行為のほか、これらの侵害行為の誘発、FDA承認の申請、特許侵害のために特別に適用・改造された製品を提供する行為（間接侵害行為）が対象となる（第154条(a)(2)）。試験研究の例外（research exemption）として研究目的や教育目的で特許の対象を実施することやフェアユースが認められているものの、 その許容範囲は司法によって縮小される傾向にある。
特許期間は、特許出願から原則20年である。ただし、この期間は、審査手続き等の遅延や食品医薬品局の認可による特許期間延長を認める特許期間調整（PTA:patent term adjustment ）制度により延長可能である。この制度では、審査期間が長引く他、特許庁のミスなどにより出願から特許発行までの期間が標準より長い場合に、遅れた分だけ権利期間を延長することができるが、出願人の懈怠により遅れた場合はその分短縮される。この制度により1000日以上権利期間が延長された例もある。
特許付与後に特許の有効性を争う制度で、訴訟より簡易な制度として、再審査、当事者間レビュー、付与後レビューなどが挙げられる。

### 再発行出願（251条）
再発行出願（Reissue）とは、特許成立後に出願の内容を訂正した出願を再度行う制度である。再発行が認められると、再発行出願は通常の出願と同様に審査に付され、原出願は放棄される。原出願クレームを拡張する訂正も可能だが、この場合、原特許発行から2年以内に再発行出願の請求を行わなければならない。

### 再審査制度（302条）
再審査制度（Reexamination）とは、特許成立後に商標特許庁に対して特許されたクレームの再審査を請求できる制度である。本制度は、特許発行後に特許権者を含め誰でもすることができ、特許権に基づく損害賠償請求が可能な期間ならいつでも請求できるのが原則である。
再審査請求には、かつて査定系（ex parte）再審査請求と当事者系（inter parte）再審査請求があったが、当事者系再審査請求は、2011年に1年の移行期間を経て廃止され、当事者系再審査請求のみが存続している。査定系再審査請求は匿名ですることができ、審査品質の維持のため、商標特許庁自身によって発行された特許をランダムに選択して請求されることがある。当事者系再審査請求は、請求に利害関係が必要であり、また匿名ですることはできず、また、先行技術に基づくものでなければ審理を開始しないという要件も厳しく、あまり利用されてこなかった。そのため、当事者系再審査制度は廃止され、当事者間レビュー制度などの制度に置き換えられた。

### 補充審査（257条）
補充審査（supplemental examinatin）は、特許権者が書面の誤りを訂正できるようにする制度である。この制度によって、情報開示（IDS）の怠りなどで不公正な行為が認定されて、特許権の行使が不能になる事態を回避することができるようになった。補充審査制度では、特許権者は先行技術文献とともに特許性に関する問題を提起して請求を行う。その後、実質的に新しい問題が提起されていると認められれば、査定系再審査によって出願書類の訂正が可能となる。補充審査請求は、特許権が権利行使可能な期間であればいつでもすることができる。

### 付与後レビュー（321条）・当事者間レビュー（311条）
付与後レビュー（post-grant review）及び当事者間レビュー（inter parte review）は、第三者が特許の有効性を争う制度であり、2011年に創設された。付与後レビューは、特許付与から9か月以内に請求できるレビューであって、特許無効の可否を問う審理が開始されるには、少なくとも１つのクレームが特許を受けられない可能性が受けられる可能性が高いことを要する（324条）。一方で、当事者間レビューは、特許付与から9か月経過後にできるレビューであって、特許無効の可否を問う審理が開始されるには、請求人が優勢である見込みがあれば足り、当事者間レビューの方が請求人に有利な制度となっている。

### 連邦裁判所 (FDCs)への提訴
連邦地方裁判所における訴訟は、特許侵害への主な救済手段の一つである。特許侵害に対しては民事上の責任のみが問われ、刑事罰の対象にならない。アメリカでは毎年5000～6000件の特許訴訟が提起されている。不確定な法律状態を確定する宣言判決を求める訴訟（日本の確認訴訟に相当）は、アメリカでは原則禁止されているものの、特許侵害の可能性がある場合に認められる。
アメリカでは、特許侵害訴訟における損害賠償額が膨大なものになる傾向がある（コダック・ポラロイド特許権侵害訴訟など）。これは、故意の特許権侵害が立証されると賠償額を3倍に増額できる（284条）等の懲罰的高額賠償金制度など、侵害者に対して厳しい制裁を以て臨む傾向があることによる。特許権に基づく損害賠償請求は、民法と同様に、以下の4要素テストが適用される。
1. 回復困難な損害を被ったこと
2. 金銭賠償など法的に利用可能な救済では損害を十分に補償できないこと
3. 原告・被告双方の差止の有無による影響の程度を考慮して、衡平法上の救済が正当であること
4. 終局的差止命令によって公益が損なわれないこと

特許訴訟は、テキサス州東部地区地方裁判所や、デラウェア州地方裁判所で提起されることが多い。これは、テキサス州では原告に有利な発想をする陪審員が多いと言われているためであり、デラウェア州ではデュポンなどの大企業の拠点があり、同州の会社法に準拠する契約が多いためである。

### 国際貿易委員会（ITC）への訴え
アメリカに特許侵害が疑われる製品が輸入された場合、特許権者は、国際貿易委員会（ITC）に訴因を求めることができる。これは訴訟に代えて、または、訴訟に加えてすることができる。ITCは、1930年関税法第337条に基づき、特許権者の権利を執行する権限を与えられた米国連邦政府の機関である。裁判所が金銭賠償を含む広範な救済措置を自由に行使できるのとは対照的に、ITC が付与できる救済措置は、侵害製品のアメリカ国内への輸入を禁止する排除命令と、ITC 訴訟の被告（被告と呼ばれる）が侵害製品を米国に輸入することを防止する停止命令の２種類のみである。さらに、ITCは、米国連邦裁判所における仮差止命令と同様の一時的救済を与えることができ、これにより、ITC訴訟の期間中、侵害疑義製品の輸入が阻止される。

## 関連法規
- 政府特許利用法（Government patent use law (28 USC 1498)） - 政府による強制実施権を定めた法。
- 発明秘密法（Invention Secrecy Act (1951)）
- 1790年特許法（Patent Act of 1790）- 最初の特許法。
- 1836年特許法（Patent Act of 1836）
- 1870年特許法（Patent Act of 1870）
- 1952年特許法（Patent Act of 1952）
- 2005年特許改正法（Patent Reform Act of 2005）
- 2007年特許改正法（Patent Reform Act of 2007）
- 2009年特許改正法（Patent Reform Act of 2009）
- 植物特許法（Plant Patent Act）